# Fed Cup 2013
La Fed Cup de 2013 fue la 51.ª edición del torneo de tenis femenino más importante por naciones. Participaron ocho equipos en el Grupo Mundial y noventa en los diferentes grupos regionales.

## Movilidad entre grupos: 2012 a 2013
| · Australia | · Eslovaquia | · Estados Unidos | · Italia | · Japón | · Rep. Checa | · Rusia | · Serbia |
| ----------- | ------------ | ---------------- | -------- | ------- | ------------ | ------- | -------- |

| · Argentina | · Alemania | · Bélgica | · España | · Francia | · Suecia | · Suiza | · Ucrania |
| ----------- | ---------- | --------- | -------- | --------- | -------- | ------- | --------- |

## Grupo Mundial

### Equipos participantes
| Equipos participantes en el Grupo Mundial de 2013 | Equipos participantes en el Grupo Mundial de 2013 | Equipos participantes en el Grupo Mundial de 2013 | Equipos participantes en el Grupo Mundial de 2013 | Equipos participantes en el Grupo Mundial de 2013 | Equipos participantes en el Grupo Mundial de 2013 | Equipos participantes en el Grupo Mundial de 2013 | Equipos participantes en el Grupo Mundial de 2013 |
| Australia                                         | Eslovaquia                                        | Estados Unidos                                    | Italia                                            | Japón                                             | República Checa                                   | Rusia                                             | Serbia                                            |
| ------------------------------------------------- | ------------------------------------------------- | ------------------------------------------------- | ------------------------------------------------- | ------------------------------------------------- | ------------------------------------------------- | ------------------------------------------------- | ------------------------------------------------- |

### Sorteo
- El sorteo del Grupo Mundial para la Fed Cup 2013 decretó los siguientes encuentros:

Cabezas de serie
1. República Checa
2. Serbia
3. Rusia
4. Italia

### Eliminatorias
|  | Cuartos de final    | Cuartos de final  |            |                     | Semifinales      | Semifinales      |  |            | Final              | Final              |  |
|  | 9 y 10 de febrero   | 9 y 10 de febrero |            |                     | 20 y 21 de abril | 20 y 21 de abril |  |            | 2 y 3 de noviembre | 2 y 3 de noviembre |  |
|  |                     |                   |            |                     |                  |                  |  |            |                    |                    |  |
|  |                     |                   |            |                     |                  |                  |  |            |                    |                    |  |
|  | República Checa (1) | 4                 |            |                     |                  |                  |  |            |                    |                    |  |
|  | República Checa (1) | 4                 |            |                     |                  |                  |  |            |                    |                    |  |
|  | Australia           | 0                 |            |                     |                  |                  |  |            |                    |                    |  |
|  | Australia           | 0                 |            | República Checa (1) | 1                |                  |  |            |                    |                    |  |
|  |                     |                   |            | República Checa (1) | 1                |                  |  |            |                    |                    |  |
|  |                     |                   | Italia (4) | 3                   |                  |                  |  |            |                    |                    |  |
|  | Italia (4)          | 3                 | Italia (4) | 3                   |                  |                  |  |            |                    |                    |  |
|  | Italia (4)          | 3                 |            |                     |                  |                  |  |            |                    |                    |  |
|  | Estados Unidos      | 2                 |            |                     |                  |                  |  |            |                    |                    |  |
|  | Estados Unidos      | 2                 |            |                     |                  |                  |  | Italia (4) | 4                  |                    |  |
|  |                     |                   |            |                     |                  |                  |  | Italia (4) | 4                  |                    |  |
|  |                     |                   | Rusia (3)  | 0                   |                  |                  |  |            |                    |                    |  |
|  | Rusia (3)           | 3                 | Rusia (3)  | 0                   |                  |                  |  |            |                    |                    |  |
|  | Rusia (3)           | 3                 |            |                     |                  |                  |  |            |                    |                    |  |
|  | Japón               | 2                 |            |                     |                  |                  |  |            |                    |                    |  |
|  | Japón               | 2                 |            | Rusia (3)           | 3                |                  |  |            |                    |                    |  |
|  |                     |                   |            | Rusia (3)           | 3                |                  |  |            |                    |                    |  |
|  |                     |                   | Eslovaquia | 2                   |                  |                  |  |            |                    |                    |  |
|  | Serbia (2)          | 2                 | Eslovaquia | 2                   |                  |                  |  |            |                    |                    |  |
|  | Serbia (2)          | 2                 |            |                     |                  |                  |  |            |                    |                    |  |
|  | Eslovaquia          | 3                 |            |                     |                  |                  |  |            |                    |                    |  |
|  | Eslovaquia          | 3                 |            |                     |                  |                  |  |            |                    |                    |  |
|  |                     |                   |            |                     |                  |                  |  |            |                    |                    |  |

### Semifinales
| | Bandera de Italia          | Italia                                | 3      | 1  | República Checa | Bandera de República Checa |  |
| --- | -------------------------- | ------------------------------------- | ------ | -- | --------------- | -------------------------- |  |
| Tennis Club Palermo, Palermo, Italia 20 - 21 de abril |                            |                                       |        |    |                 |                            |  |
| \| 1 \| \| Sara Errani \| 6 \| 6 \| \| \| \| \| 1 \| \| Lucie Safarova \| 4 \| 2 \| \| \| \| \| 2 \| \| Roberta Vinci \| 6 \| 6 \| \| \| \| \| 2 \| \| Petra Kvitova \| 4 \| 1 \| \| \| \| \| 3 \| \| Sara Errani \| 6 \| 2 \| 0 \| \| \| \| 3 \| \| Petra Kvitova \| 2 \| 6 \| 6 \| \| \| \| 4 \| \| Roberta Vinci \| 6 \| 62 \| 6 \| \| \| \| 4 \| \| Lucie Safarova \| 3 \| 7 \| 3 \| \| \| \| 5 \| \| Flavia Pennetta - Francesca Schiavone \| No \| \| \| \| \| \| 5 \| \| Andrea Hlavackova - Lucie Hradecka \| Jugado \| \| \| \| \| |                            |                                       |        |    |                 |                            |  |
| 1 | Bandera de Italia          | Sara Errani                           | 6      | 6  |                 |                            |  |
| 1 | Bandera de República Checa | Lucie Safarova                        | 4      | 2  |                 |                            |  |
| 2 | Bandera de Italia          | Roberta Vinci                         | 6      | 6  |                 |                            |  |
| 2 | Bandera de República Checa | Petra Kvitova                         | 4      | 1  |                 |                            |  |
| 3 | Bandera de Italia          | Sara Errani                           | 6      | 2  | 0               |                            |  |
| 3 | Bandera de República Checa | Petra Kvitova                         | 2      | 6  | 6               |                            |  |
| 4 | Bandera de Italia          | Roberta Vinci                         | 6      | 62 | 6               |                            |  |
| 4 | Bandera de República Checa | Lucie Safarova                        | 3      | 7  | 3               |                            |  |
| 5 | Bandera de Italia          | Flavia Pennetta - Francesca Schiavone | No     |    |                 |                            |  |
| 5 | Bandera de República Checa | Andrea Hlavackova - Lucie Hradecka    | Jugado |    |                 |                            |  |

| | Bandera de Rusia      | Rusia                                   | 3 | 2 | Eslovaquia | Bandera de Eslovaquia |  |
| --- | --------------------- | --------------------------------------- | - | - | ---------- | --------------------- |  |
| Centro Deportivo Krylatskoye, Moscú, Rusia 20 - 21 de abril |                       |                                         |   |   |            |                       |  |
| \| 1 \| \| Anastasiya Pavliuchenkova \| 7 \| 1 \| 4 \| \| \| \| 1 \| \| Dominika Cibulkova \| 5 \| 6 \| 6 \| \| \| \| 2 \| \| Maria Kirilenko \| 2 \| 4 \| \| \| \| \| 2 \| \| Daniela Hantuchova \| 6 \| 6 \| \| \| \| \| 3 \| \| Maria Kirilenko \| 7 \| 6 \| \| \| \| \| 3 \| \| Dominika Cibulkova \| 5 \| 1 \| \| \| \| \| 4 \| \| Yekaterina Makarova \| 6 \| 4 \| 6 \| \| \| \| 4 \| \| Daniela Hantuchova \| 3 \| 6 \| 4 \| \| \| \| 5 \| \| Yekaterina Makarova - Yelena Vesnina \| 4 \| 6 \| 6 \| \| \| \| 5 \| \| Dominika Cibulkova - Daniela Hantuchova \| 6 \| 3 \| 1 \| \| \| |                       |                                         |   |   |            |                       |  |
| 1 | Bandera de Rusia      | Anastasiya Pavliuchenkova               | 7 | 1 | 4          |                       |  |
| 1 | Bandera de Eslovaquia | Dominika Cibulkova                      | 5 | 6 | 6          |                       |  |
| 2 | Bandera de Rusia      | Maria Kirilenko                         | 2 | 4 |            |                       |  |
| 2 | Bandera de Eslovaquia | Daniela Hantuchova                      | 6 | 6 |            |                       |  |
| 3 | Bandera de Rusia      | Maria Kirilenko                         | 7 | 6 |            |                       |  |
| 3 | Bandera de Eslovaquia | Dominika Cibulkova                      | 5 | 1 |            |                       |  |
| 4 | Bandera de Rusia      | Yekaterina Makarova                     | 6 | 4 | 6          |                       |  |
| 4 | Bandera de Eslovaquia | Daniela Hantuchova                      | 3 | 6 | 4          |                       |  |
| 5 | Bandera de Rusia      | Yekaterina Makarova - Yelena Vesnina    | 4 | 6 | 6          |                       |  |
| 5 | Bandera de Eslovaquia | Dominika Cibulkova - Daniela Hantuchova | 6 | 3 | 1          |                       |  |

### Final
| | Bandera de Italia | Italia                                  | 4      | 0 | Rusia | Bandera de Rusia |  |
| --- | ----------------- | --------------------------------------- | ------ | - | ----- | ---------------- |  |
| Tennis Club Cagliari, Cagliari, Italia 2 - 3 de noviembre |                   |                                         |        |   |       |                  |  |
| \| 1 \| \| Roberta Vinci \| 5 \| 7 \| 8 \| \| \| \| 1 \| \| Alexandra Panova \| 7 \| 5 \| 6 \| \| \| \| 2 \| \| Sara Errani \| 6 \| 6 \| \| \| \| \| 2 \| \| Irina Khromacheva \| 1 \| 4 \| \| \| \| \| 3 \| \| Sara Errani \| 6 \| 6 \| \| \| \| \| 3 \| \| Alisa Kleybanova \| 1 \| 1 \| \| \| \| \| 4 \| \| Roberta Vinci \| No \| \| \| \| \| \| 4 \| \| Irina Khromacheva \| jugado \| \| \| \| \| \| 5 \| \| Karin Knapp - Flavia Pennetta \| 4 \| 6 \| 10 \| \| \| \| 5 \| \| Margarita Gasparyan - Irina Khromacheva \| 6 \| 2 \| 4 \| \| \| |                   |                                         |        |   |       |                  |  |
| 1 | Bandera de Italia | Roberta Vinci                           | 5      | 7 | 8     |                  |  |
| 1 | Bandera de Rusia  | Alexandra Panova                        | 7      | 5 | 6     |                  |  |
| 2 | Bandera de Italia | Sara Errani                             | 6      | 6 |       |                  |  |
| 2 | Bandera de Rusia  | Irina Khromacheva                       | 1      | 4 |       |                  |  |
| 3 | Bandera de Italia | Sara Errani                             | 6      | 6 |       |                  |  |
| 3 | Bandera de Rusia  | Alisa Kleybanova                        | 1      | 1 |       |                  |  |
| 4 | Bandera de Italia | Roberta Vinci                           | No     |   |       |                  |  |
| 4 | Bandera de Rusia  | Irina Khromacheva                       | jugado |   |       |                  |  |
| 5 | Bandera de Italia | Karin Knapp - Flavia Pennetta           | 4      | 6 | 10    |                  |  |
| 5 | Bandera de Rusia  | Margarita Gasparyan - Irina Khromacheva | 6      | 2 | 4     |                  |  |

| Italia                       |
| Campeón Italia Cuarto título |

## Grupo Mundial II

### Equipos participantes
| Equipos participantes en el Grupo Mundial II de 2013 | Equipos participantes en el Grupo Mundial II de 2013 | Equipos participantes en el Grupo Mundial II de 2013 | Equipos participantes en el Grupo Mundial II de 2013 | Equipos participantes en el Grupo Mundial II de 2013 | Equipos participantes en el Grupo Mundial II de 2013 | Equipos participantes en el Grupo Mundial II de 2013 | Equipos participantes en el Grupo Mundial II de 2013 |
| Argentina                                            | Alemania                                             | Bélgica                                              | España                                               | Francia                                              | Suecia                                               | Suiza                                                | Ucrania                                              |
| ---------------------------------------------------- | ---------------------------------------------------- | ---------------------------------------------------- | ---------------------------------------------------- | ---------------------------------------------------- | ---------------------------------------------------- | ---------------------------------------------------- | ---------------------------------------------------- |

#### Cabezas de serie
1. Bélgica
2. Alemania
3. Ucrania
4. Suecia

| | Bandera de Suiza   | Suiza                                     | 4 | 1  | Bélgica | Bandera de Bélgica |  |
| --- | ------------------ | ----------------------------------------- | - | -- | ------- | ------------------ |  |
| 9 - 10 de febrero |                    |                                           |   |    |         |                    |  |
| \| 1 \| \| Stefanie Voegele \| 6 \| 3 \| 6 \| \| \| \| 1 \| \| Yanina Wickmayer \| 1 \| 6 \| 8 \| \| \| \| 2 \| \| Romina Oprandi \| 6 \| 6 \| \| \| \| \| 2 \| \| Kirsten Flipkens \| 3 \| 3 \| \| \| \| \| 3 \| \| Romina Oprandi \| 6 \| 6 \| \| \| \| \| 3 \| \| Yanina Wickmayer \| 2 \| 2 \| \| \| \| \| 4 \| \| Stefanie Voegele \| 6 \| 7 \| \| \| \| \| 4 \| \| Alison Van Uytvanck \| 2 \| 64 \| \| \| \| \| 5 \| \| Timea Bacsinszky - Amra Sadikovic \| 6 \| 6 \| \| \| \| \| 5 \| \| Ysaline Bonaventure - Alison Van Uytvanck \| 4 \| 4 \| \| \| \| |                    |                                           |   |    |         |                    |  |
| 1 | Bandera de Suiza   | Stefanie Voegele                          | 6 | 3  | 6       |                    |  |
| 1 | Bandera de Bélgica | Yanina Wickmayer                          | 1 | 6  | 8       |                    |  |
| 2 | Bandera de Suiza   | Romina Oprandi                            | 6 | 6  |         |                    |  |
| 2 | Bandera de Bélgica | Kirsten Flipkens                          | 3 | 3  |         |                    |  |
| 3 | Bandera de Suiza   | Romina Oprandi                            | 6 | 6  |         |                    |  |
| 3 | Bandera de Bélgica | Yanina Wickmayer                          | 2 | 2  |         |                    |  |
| 4 | Bandera de Suiza   | Stefanie Voegele                          | 6 | 7  |         |                    |  |
| 4 | Bandera de Bélgica | Alison Van Uytvanck                       | 2 | 64 |         |                    |  |
| 5 | Bandera de Suiza   | Timea Bacsinszky - Amra Sadikovic         | 6 | 6  |         |                    |  |
| 5 | Bandera de Bélgica | Ysaline Bonaventure - Alison Van Uytvanck | 4 | 4  |         |                    |  |

| | Bandera de Argentina | Argentina                         | 2 | 3  | Suecia | Bandera de Suecia |  |
| --- | -------------------- | --------------------------------- | - | -- | ------ | ----------------- |  |
| 9 - 10 de febrero |                      |                                   |   |    |        |                   |  |
| \| 1 \| \| Paula Ormaechea \| 6 \| 6 \| \| \| \| \| 1 \| \| Johanna Larsson \| 3 \| 0 \| \| \| \| \| 2 \| \| Florencia Molinero \| 6 \| 2 \| 6 \| \| \| \| 2 \| \| Sofia Arvidsson \| 3 \| 6 \| 1 \| \| \| \| 3 \| \| Paula Ormaechea \| 5 \| 78 \| 2r \| \| \| \| 3 \| \| Sofia Arvidsson \| 7 \| 6 \| 3 \| \| \| \| 4 \| \| Florencia Molinero \| 2 \| 3 \| \| \| \| \| 4 \| \| Johanna Larsson \| 6 \| 6 \| \| \| \| \| 5 \| \| Maria Irigoyen - Mailen Auroux \| 4 \| 4 \| \| \| \| \| 5 \| \| Sofia Arvidsson - Johanna Larsson \| 6 \| 6 \| \| \| \| |                      |                                   |   |    |        |                   |  |
| 1 | Bandera de Argentina | Paula Ormaechea                   | 6 | 6  |        |                   |  |
| 1 | Bandera de Suecia    | Johanna Larsson                   | 3 | 0  |        |                   |  |
| 2 | Bandera de Argentina | Florencia Molinero                | 6 | 2  | 6      |                   |  |
| 2 | Bandera de Suecia    | Sofia Arvidsson                   | 3 | 6  | 1      |                   |  |
| 3 | Bandera de Argentina | Paula Ormaechea                   | 5 | 78 | 2r     |                   |  |
| 3 | Bandera de Suecia    | Sofia Arvidsson                   | 7 | 6  | 3      |                   |  |
| 4 | Bandera de Argentina | Florencia Molinero                | 2 | 3  |        |                   |  |
| 4 | Bandera de Suecia    | Johanna Larsson                   | 6 | 6  |        |                   |  |
| 5 | Bandera de Argentina | Maria Irigoyen - Mailen Auroux    | 4 | 4  |        |                   |  |
| 5 | Bandera de Suecia    | Sofia Arvidsson - Johanna Larsson | 6 | 6  |        |                   |  |

| | Bandera de España  | España                                           | 3 | 1 | Ucrania | Bandera de Ucrania |  |
| --- | ------------------ | ------------------------------------------------ | - | - | ------- | ------------------ |  |
| 9 - 10 de febrero |                    |                                                  |   |   |         |                    |  |
| \| 1 \| \| Lourdes Dominguez Lino \| 5 \| 6 \| 8 \| \| \| \| 1 \| \| Elina Svitolina \| 7 \| 2 \| 6 \| \| \| \| 2 \| \| Silvia Soler Espinosa \| 7 \| 6 \| \| \| \| \| 2 \| \| Lesia Tsurenko \| 5 \| 4 \| \| \| \| \| 3 \| \| María Teresa Torró Flor \| 6 \| 6 \| \| \| \| \| 3 \| \| Yuliya Beygelzimer \| 4 \| 2 \| \| \| \| \| 4 \| \| Silvia Soler Espinosa \| \| \| \| \| \| \| 4 \| Elina Svitolina \| \| \| \| \| \| \| \| 5 \| \| Nuria Llagostera Vives - María Teresa Torró Flor \| 3 \| 6 \| 5 \| \| \| \| 5 \| \| Yuliya Beygelzimer - Olga Savchuk \| 6 \| 2 \| 10 \| \| \| |                    |                                                  |   |   |         |                    |  |
| 1 | Bandera de España  | Lourdes Dominguez Lino                           | 5 | 6 | 8       |                    |  |
| 1 | Bandera de Ucrania | Elina Svitolina                                  | 7 | 2 | 6       |                    |  |
| 2 | Bandera de España  | Silvia Soler Espinosa                            | 7 | 6 |         |                    |  |
| 2 | Bandera de Ucrania | Lesia Tsurenko                                   | 5 | 4 |         |                    |  |
| 3 | Bandera de España  | María Teresa Torró Flor                          | 6 | 6 |         |                    |  |
| 3 | Bandera de Ucrania | Yuliya Beygelzimer                               | 4 | 2 |         |                    |  |
| 4 | Bandera de España  | Silvia Soler Espinosa                            |   |   |         |                    |  |
| 4 | Bandera de Ucrania | Elina Svitolina                                  |   |   |         |                    |  |
| 5 | Bandera de España  | Nuria Llagostera Vives - María Teresa Torró Flor | 3 | 6 | 5       |                    |  |
| 5 | Bandera de Ucrania | Yuliya Beygelzimer - Olga Savchuk                | 6 | 2 | 10      |                    |  |

| | Bandera de Francia  | Francia                            | 1 | 3  | Alemania | Bandera de Alemania |  |
| --- | ------------------- | ---------------------------------- | - | -- | -------- | ------------------- |  |
| 9 - 10 de febrero |                     |                                    |   |    |          |                     |  |
| \| 1 \| \| Pauline Parmentier \| 5 \| 5 \| \| \| \| \| 1 \| \| Sabine Lisicki \| 7 \| 7 \| \| \| \| \| 2 \| \| Kristina Mladenovic \| 3 \| 65 \| \| \| \| \| 2 \| \| Julia Goerges \| 6 \| 7 \| \| \| \| \| 3 \| \| Pauline Parmentier \| 4 \| 2 \| \| \| \| \| 3 \| \| Julia Goerges \| 6 \| 6 \| \| \| \| \| 4 \| \| Kristina Mladenovic \| \| \| \| \| \| \| 4 \| Sabine Lisicki \| \| \| \| \| \| \| \| 5 \| \| Alize Cornet - Kristina Mladenovic \| 6 \| 6 \| \| \| \| \| 5 \| \| Annika Beck - Anna-Lena Groenefeld \| 3 \| 4 \| \| \| \| |                     |                                    |   |    |          |                     |  |
| 1 | Bandera de Francia  | Pauline Parmentier                 | 5 | 5  |          |                     |  |
| 1 | Bandera de Alemania | Sabine Lisicki                     | 7 | 7  |          |                     |  |
| 2 | Bandera de Francia  | Kristina Mladenovic                | 3 | 65 |          |                     |  |
| 2 | Bandera de Alemania | Julia Goerges                      | 6 | 7  |          |                     |  |
| 3 | Bandera de Francia  | Pauline Parmentier                 | 4 | 2  |          |                     |  |
| 3 | Bandera de Alemania | Julia Goerges                      | 6 | 6  |          |                     |  |
| 4 | Bandera de Francia  | Kristina Mladenovic                |   |    |          |                     |  |
| 4 | Bandera de Alemania | Sabine Lisicki                     |   |    |          |                     |  |
| 5 | Bandera de Francia  | Alize Cornet - Kristina Mladenovic | 6 | 6  |          |                     |  |
| 5 | Bandera de Alemania | Annika Beck - Anna-Lena Groenefeld | 3 | 4  |          |                     |  |

## Repesca

### Clasificación al Grupo Mundial
| | Bandera de Alemania | Alemania                              | 3  | 2 | Serbia | Bandera de Serbia |  |
| --- | ------------------- | ------------------------------------- | -- | - | ------ | ----------------- |  |
| Porsche-Arena Stuttgart, Alemania 20 - 21 de abril |                     |                                       |    |   |        |                   |  |
| \| 1 \| \| Mona Barthel \| 6 \| 6 \| 2 \| \| \| \| 1 \| \| Ana Ivanovic \| 78 \| 2 \| 6 \| \| \| \| 2 \| \| Angelique Kerber \| 7 \| 6 \| \| \| \| \| 2 \| \| Bojana Jovanovski \| 5 \| 2 \| \| \| \| \| 3 \| \| Angelique Kerber \| 5 \| 5 \| \| \| \| \| 3 \| \| Ana Ivanovic \| 7 \| 7 \| \| \| \| \| 4 \| \| Mona Barthel \| 6 \| 3 \| 6 \| \| \| \| 4 \| \| Bojana Jovanovski \| 1 \| 6 \| 3 \| \| \| \| 5 \| \| Anna-Lena Groenefeld - Sabine Lisicki \| 6 \| 6 \| \| \| \| \| 5 \| \| Vesna Dolonc - Aleksandra Krunic \| 2 \| 4 \| \| \| \| |                     |                                       |    |   |        |                   |  |
| 1 | Bandera de Alemania | Mona Barthel                          | 6  | 6 | 2      |                   |  |
| 1 | Bandera de Serbia   | Ana Ivanovic                          | 78 | 2 | 6      |                   |  |
| 2 | Bandera de Alemania | Angelique Kerber                      | 7  | 6 |        |                   |  |
| 2 | Bandera de Serbia   | Bojana Jovanovski                     | 5  | 2 |        |                   |  |
| 3 | Bandera de Alemania | Angelique Kerber                      | 5  | 5 |        |                   |  |
| 3 | Bandera de Serbia   | Ana Ivanovic                          | 7  | 7 |        |                   |  |
| 4 | Bandera de Alemania | Mona Barthel                          | 6  | 3 | 6      |                   |  |
| 4 | Bandera de Serbia   | Bojana Jovanovski                     | 1  | 6 | 3      |                   |  |
| 5 | Bandera de Alemania | Anna-Lena Groenefeld - Sabine Lisicki | 6  | 6 |        |                   |  |
| 5 | Bandera de Serbia   | Vesna Dolonc - Aleksandra Krunic      | 2  | 4 |        |                   |  |

| | Bandera de Suiza     | Suiza                             | 1 | 3 | Australia | Bandera de Australia |  |
| --- | -------------------- | --------------------------------- | - | - | --------- | -------------------- |  |
| Tennis Club Chiasso, Chiasso-Seseglio, Suiza 20 - 21 de abril |                      |                                   |   |   |           |                      |  |
| \| 1 \| \| Stefanie Voegele \| 0 \| 4 \| \| \| \| \| 1 \| \| Samantha Stosur \| 6 \| 6 \| \| \| \| \| 2 \| \| Romina Oprandi \| 6 \| 6 \| \| \| \| \| 2 \| \| Jarmila Gajdosova \| 2 \| 3 \| \| \| \| \| 3 \| \| Romina Oprandi \| 5 \| 3 \| \| \| \| \| 3 \| \| Samantha Stosur \| 7 \| 6 \| \| \| \| \| 4 \| \| Stefanie Voegele \| 3 \| 4 \| \| \| \| \| 4 \| \| Jarmila Gajdosova \| 6 \| 6 \| \| \| \| \| 5 \| \| Timea Bacsinszky - Amra Sadikovic \| \| \| \| \| \| \| 5 \| Ashleigh Barty - Casey Dellacqua \| \| \| \| \| \| \| |                      |                                   |   |   |           |                      |  |
| 1 | Bandera de Suiza     | Stefanie Voegele                  | 0 | 4 |           |                      |  |
| 1 | Bandera de Australia | Samantha Stosur                   | 6 | 6 |           |                      |  |
| 2 | Bandera de Suiza     | Romina Oprandi                    | 6 | 6 |           |                      |  |
| 2 | Bandera de Australia | Jarmila Gajdosova                 | 2 | 3 |           |                      |  |
| 3 | Bandera de Suiza     | Romina Oprandi                    | 5 | 3 |           |                      |  |
| 3 | Bandera de Australia | Samantha Stosur                   | 7 | 6 |           |                      |  |
| 4 | Bandera de Suiza     | Stefanie Voegele                  | 3 | 4 |           |                      |  |
| 4 | Bandera de Australia | Jarmila Gajdosova                 | 6 | 6 |           |                      |  |
| 5 | Bandera de Suiza     | Timea Bacsinszky - Amra Sadikovic |   |   |           |                      |  |
| 5 | Bandera de Australia | Ashleigh Barty - Casey Dellacqua  |   |   |           |                      |  |

| | Bandera de España | España                                           | 4      | 0 | Japón | Bandera de Japón |  |
| --- | ----------------- | ------------------------------------------------ | ------ | - | ----- | ---------------- |  |
| Real Club de Polo de Barcelona, España 20 - 21 de abril |                   |                                                  |        |   |       |                  |  |
| \| 1 \| \| Carla Suárez Navarro \| 6 \| 6 \| \| \| \| \| 1 \| \| Misaki Doi \| 3 \| 4 \| \| \| \| \| 2 \| \| Silvia Soler Espinosa \| 6 \| 6 \| \| \| \| \| 2 \| \| Ayumi Morita \| 2 \| 3 \| \| \| \| \| 3 \| \| Carla Suárez Navarro \| 6 \| 7 \| \| \| \| \| 3 \| \| Ayumi Morita \| 3 \| 5 \| \| \| \| \| 4 \| \| Silvia Soler Espinosa \| No \| \| \| \| \| \| 4 \| \| Misaki Doi \| Jugado \| \| \| \| \| \| 5 \| \| Lourdes Dominguez Lino - Anabel Medina Garrigues \| 6 \| 7 \| \| \| \| \| 5 \| \| Shuko Aoyama - Ayumi Morita \| 4 \| 5 \| \| \| \| |                   |                                                  |        |   |       |                  |  |
| 1 | Bandera de España | Carla Suárez Navarro                             | 6      | 6 |       |                  |  |
| 1 | Bandera de Japón  | Misaki Doi                                       | 3      | 4 |       |                  |  |
| 2 | Bandera de España | Silvia Soler Espinosa                            | 6      | 6 |       |                  |  |
| 2 | Bandera de Japón  | Ayumi Morita                                     | 2      | 3 |       |                  |  |
| 3 | Bandera de España | Carla Suárez Navarro                             | 6      | 7 |       |                  |  |
| 3 | Bandera de Japón  | Ayumi Morita                                     | 3      | 5 |       |                  |  |
| 4 | Bandera de España | Silvia Soler Espinosa                            | No     |   |       |                  |  |
| 4 | Bandera de Japón  | Misaki Doi                                       | Jugado |   |       |                  |  |
| 5 | Bandera de España | Lourdes Dominguez Lino - Anabel Medina Garrigues | 6      | 7 |       |                  |  |
| 5 | Bandera de Japón  | Shuko Aoyama - Ayumi Morita                      | 4      | 5 |       |                  |  |

| | Bandera de Estados Unidos | Estados Unidos                     | 3       | 2 | Suecia | Bandera de Suecia |  |
| --- | ------------------------- | ---------------------------------- | ------- | - | ------ | ----------------- |  |
| Delray Beach Tennis Center, Delray Beach, Estados Unidos 20 - 21 de abril |                           |                                    |         |   |        |                   |  |
| \| 1 \| \| Sloane Stephens \| 4 \| 6 \| 1 \| \| \| \| 1 \| \| Sofia Arvidsson \| 6 \| 4 \| 6 \| \| \| \| 2 \| \| Serena Williams \| 6 \| 6 \| \| \| \| \| 2 \| \| Johanna Larsson \| 2 \| 2 \| \| \| \| \| 3 \| \| Serena Williams \| 6 \| 6 \| \| \| \| \| 3 \| \| Sofia Arvidsson \| 2 \| 1 \| \| \| \| \| 4 \| \| Venus Williams \| 6 \| 7 \| \| \| \| \| 4 \| \| Johanna Larsson \| 3 \| 5 \| \| \| \| \| 3 \| \| Varvara Lepchenko - Venus Williams \| 0retiró \| \| \| \| \| \| 3 \| \| Sofia Arvidsson - Johanna Larsson \| 0 \| \| \| \| \| |                           |                                    |         |   |        |                   |  |
| 1 | Bandera de Estados Unidos | Sloane Stephens                    | 4       | 6 | 1      |                   |  |
| 1 | Bandera de Suecia         | Sofia Arvidsson                    | 6       | 4 | 6      |                   |  |
| 2 | Bandera de Estados Unidos | Serena Williams                    | 6       | 6 |        |                   |  |
| 2 | Bandera de Suecia         | Johanna Larsson                    | 2       | 2 |        |                   |  |
| 3 | Bandera de Estados Unidos | Serena Williams                    | 6       | 6 |        |                   |  |
| 3 | Bandera de Suecia         | Sofia Arvidsson                    | 2       | 1 |        |                   |  |
| 4 | Bandera de Estados Unidos | Venus Williams                     | 6       | 7 |        |                   |  |
| 4 | Bandera de Suecia         | Johanna Larsson                    | 3       | 5 |        |                   |  |
| 3 | Bandera de Estados Unidos | Varvara Lepchenko - Venus Williams | 0retiró |   |        |                   |  |
| 3 | Bandera de Suecia         | Sofia Arvidsson - Johanna Larsson  | 0       |   |        |                   |  |

### Clasificación al Grupo Mundial II
| | Bandera de Bélgica | Bélgica                                 | 1 | 4 | Polonia | Bandera de Polonia |  |
| --- | ------------------ | --------------------------------------- | - | - | ------- | ------------------ |  |
| Tennisclub Koksijde, Koksijde, Bélgica 20 - 21 de abril |                    |                                         |   |   |         |                    |  |
| \| 1 \| \| Alison Van Uytvanck \| 2 \| 4 \| \| \| \| \| 1 \| \| Agnieszka Radwanska \| 6 \| 6 \| \| \| \| \| 2 \| \| Kirsten Flipkens \| 6 \| 6 \| \| \| \| \| 2 \| \| Urszula Radwanska \| 4 \| 3 \| \| \| \| \| 3 \| \| Kirsten Flipkens \| 6 \| 1 \| 2 \| \| \| \| 3 \| \| Agnieszka Radwanska \| 4 \| 6 \| 6 \| \| \| \| 4 \| \| Alison Van Uytvanck \| 1 \| 4 \| \| \| \| \| 4 \| \| Urszula Radwanska \| 6 \| 6 \| \| \| \| \| 5 \| \| Ysaline Bonaventure - An-Sophie Mestach \| 3 \| 6 \| 7 \| \| \| \| 5 \| \| Katarzyna Piter - Alicja Rosolska \| 6 \| 4 \| 10 \| \| \| |                    |                                         |   |   |         |                    |  |
| 1 | Bandera de Bélgica | Alison Van Uytvanck                     | 2 | 4 |         |                    |  |
| 1 | Bandera de Polonia | Agnieszka Radwanska                     | 6 | 6 |         |                    |  |
| 2 | Bandera de Bélgica | Kirsten Flipkens                        | 6 | 6 |         |                    |  |
| 2 | Bandera de Polonia | Urszula Radwanska                       | 4 | 3 |         |                    |  |
| 3 | Bandera de Bélgica | Kirsten Flipkens                        | 6 | 1 | 2       |                    |  |
| 3 | Bandera de Polonia | Agnieszka Radwanska                     | 4 | 6 | 6       |                    |  |
| 4 | Bandera de Bélgica | Alison Van Uytvanck                     | 1 | 4 |         |                    |  |
| 4 | Bandera de Polonia | Urszula Radwanska                       | 6 | 6 |         |                    |  |
| 5 | Bandera de Bélgica | Ysaline Bonaventure - An-Sophie Mestach | 3 | 6 | 7       |                    |  |
| 5 | Bandera de Polonia | Katarzyna Piter - Alicja Rosolska       | 6 | 4 | 10      |                    |  |

| | Bandera de Francia    | Francia                                | 4 | 1 | Kazajistán | Bandera de Kazajistán |  |
| --- | --------------------- | -------------------------------------- | - | - | ---------- | --------------------- |  |
| Palacio de los Deportes de Besançon, Besançon, Francia 20 - 21 de abril |                       |                                        |   |   |            |                       |  |
| \| 1 \| \| Marion Bartoli \| 6 \| 6 \| \| \| \| \| 1 \| \| Galina Voskoboeva \| 0 \| 3 \| \| \| \| \| 2 \| \| Alize Cornet \| 6 \| 3 \| 2 \| \| \| \| 2 \| \| Yaroslava Shvedova \| 2 \| 6 \| 6 \| \| \| \| 3 \| \| Marion Bartoli \| 6 \| 6 \| \| \| \| \| 3 \| \| Yaroslava Shvedova \| 4 \| 3 \| \| \| \| \| 4 \| \| Alize Cornet \| 6 \| 6 \| \| \| \| \| 4 \| \| Galina Voskoboeva \| 3 \| 1 \| \| \| \| \| 5 \| \| Caroline Garcia - Kristina Mladenovic \| 6 \| 7 \| \| \| \| \| 5 \| \| Yaroslava Shvedova - Galina Voskoboeva \| 2 \| 5 \| \| \| \| |                       |                                        |   |   |            |                       |  |
| 1 | Bandera de Francia    | Marion Bartoli                         | 6 | 6 |            |                       |  |
| 1 | Bandera de Kazajistán | Galina Voskoboeva                      | 0 | 3 |            |                       |  |
| 2 | Bandera de Francia    | Alize Cornet                           | 6 | 3 | 2          |                       |  |
| 2 | Bandera de Kazajistán | Yaroslava Shvedova                     | 2 | 6 | 6          |                       |  |
| 3 | Bandera de Francia    | Marion Bartoli                         | 6 | 6 |            |                       |  |
| 3 | Bandera de Kazajistán | Yaroslava Shvedova                     | 4 | 3 |            |                       |  |
| 4 | Bandera de Francia    | Alize Cornet                           | 6 | 6 |            |                       |  |
| 4 | Bandera de Kazajistán | Galina Voskoboeva                      | 3 | 1 |            |                       |  |
| 5 | Bandera de Francia    | Caroline Garcia - Kristina Mladenovic  | 6 | 7 |            |                       |  |
| 5 | Bandera de Kazajistán | Yaroslava Shvedova - Galina Voskoboeva | 2 | 5 |            |                       |  |

| | Bandera de Argentina    | Argentina                      | 3      | 1 | Reino Unido | Bandera del Reino Unido |  |
| --- | ----------------------- | ------------------------------ | ------ | - | ----------- | ----------------------- |  |
| Parque Roca, Buenos Aires, Argentina 20 - 21 de abril |                         |                                |        |   |             |                         |  |
| \| 1 \| \| Paula Ormaechea \| 6 \| 6 \| \| \| \| \| 1 \| \| Johanna Konta \| 3 \| 2 \| \| \| \| \| 2 \| \| Florencia Molinero \| 1 \| 1 \| \| \| \| \| 2 \| \| Laura Robson \| 6 \| 6 \| \| \| \| \| 3 \| \| Paula Ormaechea \| 6 \| 4 \| 6 \| \| \| \| 3 \| \| Laura Robson \| 4 \| 6 \| 2 \| \| \| \| 4 \| \| María Irigoyen \| 7 \| 3 \| 6 \| \| \| \| 4 \| \| Elena Baltacha \| 5 \| 6 \| 1 \| \| \| \| 5 \| \| Mailen Auroux - María Irigoyen \| No \| \| \| \| \| \| 5 \| \| Anne Keothavong - Laura Robson \| Jugado \| \| \| \| \| |                         |                                |        |   |             |                         |  |
| 1 | Bandera de Argentina    | Paula Ormaechea                | 6      | 6 |             |                         |  |
| 1 | Bandera del Reino Unido | Johanna Konta                  | 3      | 2 |             |                         |  |
| 2 | Bandera de Argentina    | Florencia Molinero             | 1      | 1 |             |                         |  |
| 2 | Bandera del Reino Unido | Laura Robson                   | 6      | 6 |             |                         |  |
| 3 | Bandera de Argentina    | Paula Ormaechea                | 6      | 4 | 6           |                         |  |
| 3 | Bandera del Reino Unido | Laura Robson                   | 4      | 6 | 2           |                         |  |
| 4 | Bandera de Argentina    | María Irigoyen                 | 7      | 3 | 6           |                         |  |
| 4 | Bandera del Reino Unido | Elena Baltacha                 | 5      | 6 | 1           |                         |  |
| 5 | Bandera de Argentina    | Mailen Auroux - María Irigoyen | No     |   |             |                         |  |
| 5 | Bandera del Reino Unido | Anne Keothavong - Laura Robson | Jugado |   |             |                         |  |

| | Bandera de Ucrania | Ucrania                           | 2  | 3  | Canadá | Bandera de Canadá |  |
| --- | ------------------ | --------------------------------- | -- | -- | ------ | ----------------- |  |
| Meridian Sports Club, Kiev, Ucrania 20 - 21 de abril |                    |                                   |    |    |        |                   |  |
| \| 1 \| \| Elina Svitolina \| 6 \| 6 \| 6 \| \| \| \| 1 \| \| Eugenie Bouchard \| 78 \| 3 \| 2 \| \| \| \| 2 \| \| Lesia Tsurenko \| 65 \| 6 \| 3 \| \| \| \| 2 \| \| Sharon Fichman \| 7 \| 2 \| 6 \| \| \| \| 3 \| \| Lesia Tsurenko \| 4 \| 5 \| \| \| \| \| 3 \| \| Eugenie Bouchard \| 6 \| 7 \| \| \| \| \| 4 \| \| Elina Svitolina \| 6 \| 7 \| \| \| \| \| 4 \| \| Sharon Fichman \| 4 \| 64 \| \| \| \| \| 5 \| \| Elina Svitolina - Lesia Tsurenko \| 4 \| 3 \| \| \| \| \| 5 \| \| Eugenie Bouchard - Sharon Fichman \| 6 \| 6 \| \| \| \| |                    |                                   |    |    |        |                   |  |
| 1 | Bandera de Ucrania | Elina Svitolina                   | 6  | 6  | 6      |                   |  |
| 1 | Bandera de Canadá  | Eugenie Bouchard                  | 78 | 3  | 2      |                   |  |
| 2 | Bandera de Ucrania | Lesia Tsurenko                    | 65 | 6  | 3      |                   |  |
| 2 | Bandera de Canadá  | Sharon Fichman                    | 7  | 2  | 6      |                   |  |
| 3 | Bandera de Ucrania | Lesia Tsurenko                    | 4  | 5  |        |                   |  |
| 3 | Bandera de Canadá  | Eugenie Bouchard                  | 6  | 7  |        |                   |  |
| 4 | Bandera de Ucrania | Elina Svitolina                   | 6  | 7  |        |                   |  |
| 4 | Bandera de Canadá  | Sharon Fichman                    | 4  | 64 |        |                   |  |
| 5 | Bandera de Ucrania | Elina Svitolina - Lesia Tsurenko  | 4  | 3  |        |                   |  |
| 5 | Bandera de Canadá  | Eugenie Bouchard - Sharon Fichman | 6  | 6  |        |                   |  |

## Grupos regionales

### América
| Zona de América | Zona de América | Zona de América   | Zona de América | Zona de América | Zona de América | Zona de América | Zona de América | Zona de América |
| Grupo I         | Brasil          | Canadá            | Chile           | Colombia        | México          | Paraguay        | Perú            | Venezuela       |
| Grupo II        | Bahamas         | Bolivia           | Costa Rica      | Ecuador         | Guatemala       | Jamaica         | Panamá          | Puerto Rico     |
| Grupo II        | Rep. Dominicana | Trinidad y Tobago | Uruguay         |                 |                 |                 |                 |                 |
| --------------- | --------------- | ----------------- | --------------- | --------------- | --------------- | --------------- | --------------- | --------------- |

### Asia/Oceanía
| Zona de Asia/Oceanía | Zona de Asia/Oceanía | Zona de Asia/Oceanía | Zona de Asia/Oceanía | Zona de Asia/Oceanía | Zona de Asia/Oceanía | Zona de Asia/Oceanía | Zona de Asia/Oceanía |
| Grupo I              | China                | China Taipéi         | Corea del Sur        | India                | Kazajistán           | Tailandia            | Uzbekistán           |
| Grupo II             | Filipinas            | Hong Kong            | Indonesia            | Irán                 | Kirguistán           | Omán                 | Pakistán             |
| Grupo II             | Singapur             | Sri Lanka            | Turkmenistán         |                      |                      |                      |                      |
| -------------------- | -------------------- | -------------------- | -------------------- | -------------------- | -------------------- | -------------------- | -------------------- |

### Europa/África
| Zona de Europa / África | Zona de Europa / África | Zona de Europa / África | Zona de Europa / África | Zona de Europa / África | Zona de Europa / África | Zona de Europa / África |            |
| Grupo I                 | Austria                 | Bielorrusia             | Bélgica                 | Bulgaria                | Croacia                 | Eslovenia               | Georgia    |
| Grupo I                 | Hungría                 | Israel                  | Letonia                 | Luxemburgo              | Países Bajos            | Polonia                 | Portugal   |
| Grupo I                 | Reino Unido             | Rumania                 | Túnez                   | Turquía                 | Ucrania                 |                         |            |
| Grupo II                | Bosnia y Herzegovina    | Egipto                  | Finlandia               | Georgia                 | Liechtenstein           | Lituania                | Montenegro |
| Grupo II                | Sudáfrica               |                         |                         |                         |                         |                         |            |
| Grupo III               | Armenia                 | Botsuana                | Chipre                  | Dinamarca               | Estonia                 | Grecia                  | Irlanda    |
| Grupo III               | Islandia                | Macedonia               | Malta                   | Marruecos               | Moldavia                | Namibia                 | Noruega    |
| Grupo III               | Kenia                   |                         |                         |                         |                         |                         |            |
| ----------------------- | ----------------------- | ----------------------- | ----------------------- | ----------------------- | ----------------------- | ----------------------- | ---------- |